# LisaGay Hamilton
LisaGay Hamilton (Los Angeles, 25 marzo 1964) è un'attrice statunitense.

## Biografia
Incomincia a muovere i primi passi nel cinema nel 1985 con il film Krush Groove è diventata famosa internazionalmente con la serie tv The Practice - Professione avvocati dov'è tra i protagonisti. Si cita nella sua carriera la partecipazione allo show The Evening with Miss dal 1984 al 1989 nel ruolo della valletta e dal 1987 al 1991 il programma The Fashion and Music 90' dove è la conduttrice ma successivamente abbandona la televisione per cimentarsi nel grande cinema. Ha recitato in film di successo come Beastly, Mother and Child e Go for Sisters.

## Filmografia

### Cinema
- Krush Groove, regia di Michael Schultz (1985)
- Il mistero Von Bulow (Reversal of Fortune), regia di Barbet Schroeder (1990)
- Vado a vivere a New York (Naked in New York), regia di Daniel Algrant (1993)
- Drunks, regia di Peter Cohn (1995)
- Palookaville, regia di Alan Taylor (1995)
- L'esercito delle 12 scimmie (Twelve Monkeys), regia di Terry Gilliam (1995)
- Nike and Jane, regia di Richard Mauro (1997)
- Lifebreath, regia di P.J. Posner (1997)
- Jackie Brown, regia di Quentin Tarantino (1997)
- Halloween - 20 anni dopo (Halloween H20: 20 Years Later), regia di Steve Miner (1998)
- Beloved, regia di Jonathan Demme (1998)
- Fino a prova contraria (True Crime), regia di Clint Eastwood (1999)
- Ten Tiny Love Stories, regia di Rodrigo García (2001)
- Al vertice della tensione (The Sum of All Fears), regia di Phil Alden Robinson (2002)
- The Truth About Charlie, regia di Jonathan Demme (2002)
- 9 vite da donna (Nine Lives), regia di Rodrigo García (2005)
- Honeydripper, regia di John Sayles (2007)
- Sex List - Omicidio a tre (Deception), regia di Marcel Langenegger (2008)
- Il solista (The Soloist), regia di Joe Wright (2009)
- Mother and Child, regia di Rodrigo García (2009)
- Take Shelter, regia di Jeff Nichols (2011)
- Beastly, regia di Daniel Burnz (2011)
- Go for Sisters, regia di John Sayles (2013)
- Life of a King, regia di Jake Goldberger (2013)
- Redemption Trail, regia di Britta Sjogren (2013)
- Lovelace, regia di Rob Epstein e Jeffrey Friedman (2013)
- Beautiful Boy, regia di Felix Van Groeningen (2018)
- Vice - L'uomo nell'ombra (Vice), regia di Adam McKay (2018)
- Ad Astra, regia di James Gray (2019)
- Era mio figlio (The Last Full Measure), regia di Todd Robinson (2020)
- The Boogeyman, regia di Rob Savage (2023)

### Televisione
- Way Cool – serie TV, 4 episodi (1991)
- La valle dei pini (All My Children) – serial TV, 17 puntate (1992)
- Una vita da vivere (One Life to Live) – serial TV, 20 puntate (1996-1997)
- The Practice - Professione avvocati (The Practice) – serie TV, 145 episodi (1997-2003)
- Sex and the City – serie TV, episodio 5x06 (2002)
- Numb3rs – serie TV, 3 episodi (2007)
- Men of a Certain Age – serie TV, 20 episodi (2009-2011)
- Southland – serie TV, 4 episodi (2012)
- Law & Order - Unità vittime speciali (Law & Order: Special Victims Unit) – serie TV, 9 episodi (2006-2013)
- Grey's Anatomy – serie TV, 5 episodi (2013)
- Line of Sighy, regia di Jonathan Demme – film TV (2014)
- Chance – serie TV, 10 episodi (2016)
- The First – serie TV, 8 episodi (2018)
- Sorry for Your Loss – serie TV, 4 episodi (2018-2019)
- This Is Us – serie TV, episodio 5x06 (2021)
- The Rookie – serie TV, episodio 3x12 (2021)
- The Dropout, regia di Michael Showalter, Francesca Gregorini e Erica Watson – miniserie TV, 3 puntate (2022)
- Winning Time - L'ascesa della dinastia dei Lakers (Winning Time: The Rise of the Lakers Dynasty) – serie TV, 7 episodi (2022-2023)
- Avvocato di difesa - The Lincoln Lawyer (The Lincoln Lawyer) – serie TV, 5 episodi (2022)
- Will Trent – serie TV, 5 episodi (2023-2025)
- Genius – serie TV, 4 episodi (2024)
- The Gilded Age – serie TV, episodi 3x06-3x07 (2025)

## Doppiatrici italiane
Nelle versioni in italiano delle opere in cui ha recitato, LisaGay Hamilton è stata doppiata da:
- Antonella Alessandro in Fino a prova contraria, Code Black,[1] The Dropout
- Alessandra Cassioli in Sex List - Omicidio a tre, The Truth About Charlie
- Laura Romano in Vice - L'uomo nell'ombra, Winning Time - L'ascesa della dinastia dei Lakers
- Barbara Castracane in The First
- Chiara Colizzi in 9 vite da donna
- Claudia Razzi in Palookaville
- Monica Ward in The Practice - Professione avvocati
- Giovanna Martinuzzi in The L Word
- Jolanda Granato in Scandal
- Anna Rita Pasanisi in Elementary
- Anna Cugini in Genius: MLK/X
- Margherita Sestito in Ad Astra
- Mirta Pepe in Avvocato di difesa
- Rita Baldini in Beastly
- Antonella Giannini in Will Trent